# حماسه میکی ۲: قدرت دو
حماسه میکی ۲: قدرت دو (انگلیسی: Epic Mickey 2: The Power of Two) یک بازی ویدئویی در سبک سکوبازی است که در سال ۲۰۱۲ توسط استودیو دیزنی اینتراکتیو برایپلی‌استیشن ۳، وی، وی یو، اکس‌باکس ۳۶۰، پلی‌استیشن ویتا، و مایکروسافت ویندوز منتشر شده‌است. این بازی دنباله حماسه میکی محسوب می شود. این بازی دارای یک حالت کو آپ اختیاری است که در آن بازیکن دوم می تواند به عنوان اسوالد بازی کند و به میکی‌ماوس کمک کند تا دنیای جادویی Wasteland را نجات دهد.